# Valea Groșilor
Valea Groșilor – wieś w Rumunii, w okręgu Kluż, w gminie Vad. W 2011 roku liczyła 271 mieszkańców.